# Eupelmophotismus sidneyi
Eupelmophotismus sidneyi är en stekelart som först beskrevs av Girault 1922.  Eupelmophotismus sidneyi ingår i släktet Eupelmophotismus och familjen puppglanssteklar. Inga underarter finns listade i Catalogue of Life.